# Werner de Merode (1855-1914)
Pour les articles homonymes, voir Werner de Mérode.
Le comte Werner de Merode, né le 27 février 1855 à Paris et mort le 17 novembre 1914 à Ixelles est un homme politique belge membre du Parti catholique. Issu d'une famille de la haute noblesse belge, il est toujours resté proche de la famille royale de Belgique.

## Biographie
Amaury Victurnien Ghislain Gabriel Werner de Merode, né le 27 février 1855 à Paris, est le fils aîné du sénateur et comte Louis Ghislain de Merode (1821-1876) et de Léonie de Rochechouart-Mortemart (1833-1921). En 1881, il épouse Pauline de La Rochefoucauld (1859-1928) à Paris. Ils ont cinq enfants : Élisabeth (1881-1974), Louis (1882-1949), Béatrix (1884-1896), Marguerite (1886-1955) et Anne Louise (1894-1969).
Werner de Merode fait ses études secondaires au Collège Notre-Dame de la Paix à Namur. À partir de 1874, il fait des études universitaires en philosophie et lettres.
Il s'engage ensuite dans l'armée belge. Sous-lieutenant dans le régiment des Guides en 1880 puis lieutenant en 1887, il est officier d'ordonnance du roi Léopold II. Il est promu capitaine avant d'être nommé de 1893 à 1900 grand-maître de la maison de la reine Marie Henriette de Habsbourg-Lorraine, épouse du roi Léopold II de Belgique.
Membre influent du Parti catholique, il est élu conseiller communal et bourgmestre de Loverval de 1895 à 1913. Il est également sénateur de l'arrondissement de Charleroi-Thuin de 1900 à son décès et président de la Fédération catholique de Charleroi.
Lors de l'Exposition universelle de Charleroi de 1911, il est président d'honneur de la Commission supérieure de patronage.
À Loverval, Werner de Mérode habite le château de Mérode et l'embellit. À la fin du XIXe siècle, il y fait construire une chapelle néo-gothique. Entre 1900 et 1910, il élève les pavillons d’entrée en moellons. Il y organise également des chasses dans les bois de Loverval notamment en 1898 avec le futur roi Albert Ier.

## Distinctions
- Chevalier de l'ordre de Charles III en 1880 (Espagne).
- Chevalier de l'ordre de l'Aigle rouge de Prusse.
- Chevalier de l'ordre de la Couronne royale de Prusse.